# Distichopora livida
Distichopora livida är en nässeldjursart som beskrevs av Julian Edmund Tenison-Woods 1879. Distichopora livida ingår i släktet Distichopora och familjen Stylasteridae. Inga underarter finns listade i Catalogue of Life.